# 92-й истребительный авиационный полк (ЮЗФ)
92-й истребительный авиационный полк (92-й иап) — воинская часть Военно-Воздушных сил (ВВС) Вооружённых Сил РККА, сформированная в годы Великой Отечественной войны.

## Наименования полка
- 92-й истребительный авиационный полк
- 929-й истребительный авиационный полк

## Создание полка
92-й истребительный авиационный полк сформирован 1 ноября 1941 года на базе отдельной истребительной эскадрильи 44-й истребительной авиационной дивизии ВВС Юго-Западного фронта (прибыла 06.09.1941 г. в 44-ю иад из 271-го иап) на самолётах И-153

## Переименование полка
92-й истребительный авиационный полк 18 июня 1942 года по расформированию 44-й истребительной авиационной дивизии ВВС Юго-Западного фронта был переименован в 929-й истребительный авиационный полк

## В действующей армии
В составе действующей армии:
- с 1 ноября 1941 года по 18 июня 1942 года

## Командиры полка
| Звание         | Имя                           | Период                  | Примечание |
| -------------- | ----------------------------- | ----------------------- | ---------- |
| капитан, майор | Фаткулин Фарит Мухаметзянович | 01.11.1941 — 18.06.1942 |            |

## В составе соединений и объединений
| Период        | Фронт (округ)      | армия                    | дивизия                                 | примечание                                                    |
| ------------- | ------------------ | ------------------------ | --------------------------------------- | ------------------------------------------------------------- |
| 01.11.1941 г. | Юго-Западный фронт | ВВС Юго-Западного фронта | 44-я истребительная авиационная дивизия | И-153                                                         |
| 25.03.1942 г. | Юго-Западный фронт | 6-я армия                | ВВС 6-й армии                           | И-153                                                         |
| 18.06.1942 г. | Юго-Западный фронт | 8-я воздушная армия      |                                         | Боевой работы не вёл, личный состав осваивал истребители Як-1 |
| 18.06.1942 г. | Юго-Западный фронт | 8-я воздушная армия      |                                         | полк переименован в 929-й иап                                 |

## Участие в сражениях и битвах
- Донбасская операция — с 1 ноября 1941 года по 4 ноября 1941 года
- Барвенково-Лозовская операция — с 18 января 1942 года по 31 января 1941 года.
- Харьковская операция — с 12 мая 1942 года по 29 мая 1942 года.

## Отличившиеся воины полка
- Бирюков Борис Васильевич, лейтенант, командир эскадрильи 92-го истребительного авиационного полка 44-й истребительной авиационной дивизии Военно-воздушных сил 6-й армии Юго-Западного фронта Указом Президиума Верховного Совета СССР от 20 ноября 1941 года удостоен звания Герой Советского Союза. Золотая Звезда № 663.
- Васильев Борис Михайлович, военный комиссар эскадрильи при управлении 44-й истребительной авиационной дивизии Военно-воздушных сил 6-й армии Юго-Западного фронта, удостоен звания Герой Советского Союза Указом Президиума Верховного Совета СССР 20 ноября 1941 года. Золотая Звезда № 643.
- Коцеба Григорий Андреевич, лейтенант, командир звена 3-й эскадрильи 271-го истребительного авиационного полка ВВС Северо-Кавказского военного округа, вошедшей в состав 44-й истребительной авиационной дивизии в качестве отельной истребительной авиационной эскадрильи, Указом Президиума Верховного Совета СССР от 20 ноября 1941 года за образцовое выполнение боевых заданий командования на фронте борьбы с немецко-фашистскими захватчиками и проявленные при этом мужество и героизм присвоено звание Героя Советского Союза со вручением ордена Ленина и медали «Золотая Звезда» (№ 641)
- Перепелица Александр Михайлович, младший лейтенант, командир звена 3-й эскадрильи 271-го истребительного авиационного полка ВВС Северо-Кавказского военного округа, вошедшей в состав 44-й истребительной авиационной дивизии в качестве отельной истребительной авиационной эскадрильи, Указом Президиума Верховного Совета СССР от 20 ноября 1941 года за образцовое выполнение боевых заданий командования на фронте борьбы с немецко-фашистскими захватчиками и проявленные при этом мужество и героизм присвоено звание Героя Советского Союза со вручением ордена Ленина и медали «Золотая Звезда» (№ 661)
- Степанов Арсений Иванович, сержант, лётчик 92-го истребительного авиационного полка 44-й истребительной авиационной дивизии Военно-воздушных сил 6-й армии Юго-Западного фронта Указом Президиума Верховного Совета СССР от 20 ноября 1941 года удостоен звания Герой Советского Союза. Золотая Звезда № 642.
- Фаткулин Фарит Мухаметзянович, капитан, командир эскадрильи при управлении 44-й истребительной авиационной дивизии Военно-воздушных сил 6-й армии Юго-Западного фронта Указом Президиума Верховного Совета СССР от 20 ноября 1941 года удостоен звания Герой Советского Союза. Золотая Звезда № 564.
- Чистяков Евгений Михайлович, младший лейтенант, заместитель командира эскадрильи 92-го истребительного авиационного полка 44-й истребительной авиационной дивизии Военно-воздушных сил 6-й армии Юго-Западного фронта Указом Президиума Верховного Совета СССР от 20 ноября 1941 года удостоен звания Герой Советского Союза. Золотая Звезда № 678.
- Хасин Виктор Яковлевич, майор, лётчик полка с 1941 года по сентябрь 1942 года, удостоен звания Герой Советского Союза командиром эскадрильи 271-го истребительного авиационного полка 274-й истребительной авиационной дивизии 1-го истребительного авиационного корпуса 3-й воздушной армии Калининского фронта 18 марта 1943 года. Золотая Звезда № 936.

## Самолёты на вооружении
| Период      | Самолёты |
| ----------- | -------- |
| 1941 — 1942 | И-153    |
| 1942 — 1942 | Як-1     |